# Diaea delata
Diaea delata là một loài nhện trong họ Thomisidae.
Loài này thuộc chi Diaea. Diaea delata được Ferdinand Karsch miêu tả năm 1880.